# Trans-アコニット酸 2-メチルトランスフェラーゼ
trans-アコニット酸 2-メチルトランスフェラーゼ(trans-aconitate 2-methyltransferase、EC 2.1.1.144)は、以下の化学反応を触媒する酵素である。
S-アデノシル-L-メチオニン + trans-アコニット酸{\displaystyle \rightleftharpoons }S-アデノシル-L-ホモシステイン + (E)-3-(メトキシカルボニル)ペンタ-2-エン二酸
従って、この酵素の2つの基質はS-アデノシル-L-メチオニンとtrans-アコニット酸、2つの生成物はS-アデノシル-L-ホモシステインと(E)-3-(メトキシカルボニル)ペント-2-エン二酸である。
この酵素は、転移酵素、特に1炭素基を転移させるメチルトランスフェラーゼのファミリーに属する。系統名は、S-アデノシル-L-メチオニン:(E)-プロプ-1-エン-1,2,3-カリカルボン酸 2'-O-メチルトランスフェラーゼ(S-adenosyl-L-methionine:(E)-prop-1-ene-1,2,3-tricarboxylate 2'-O-methyltransferase)である。

## 構造
2007年末時点で、1つの構造が解明されている。蛋白質構造データバンクのコードは、2P35である。